# 須賀神社 (新宿区)

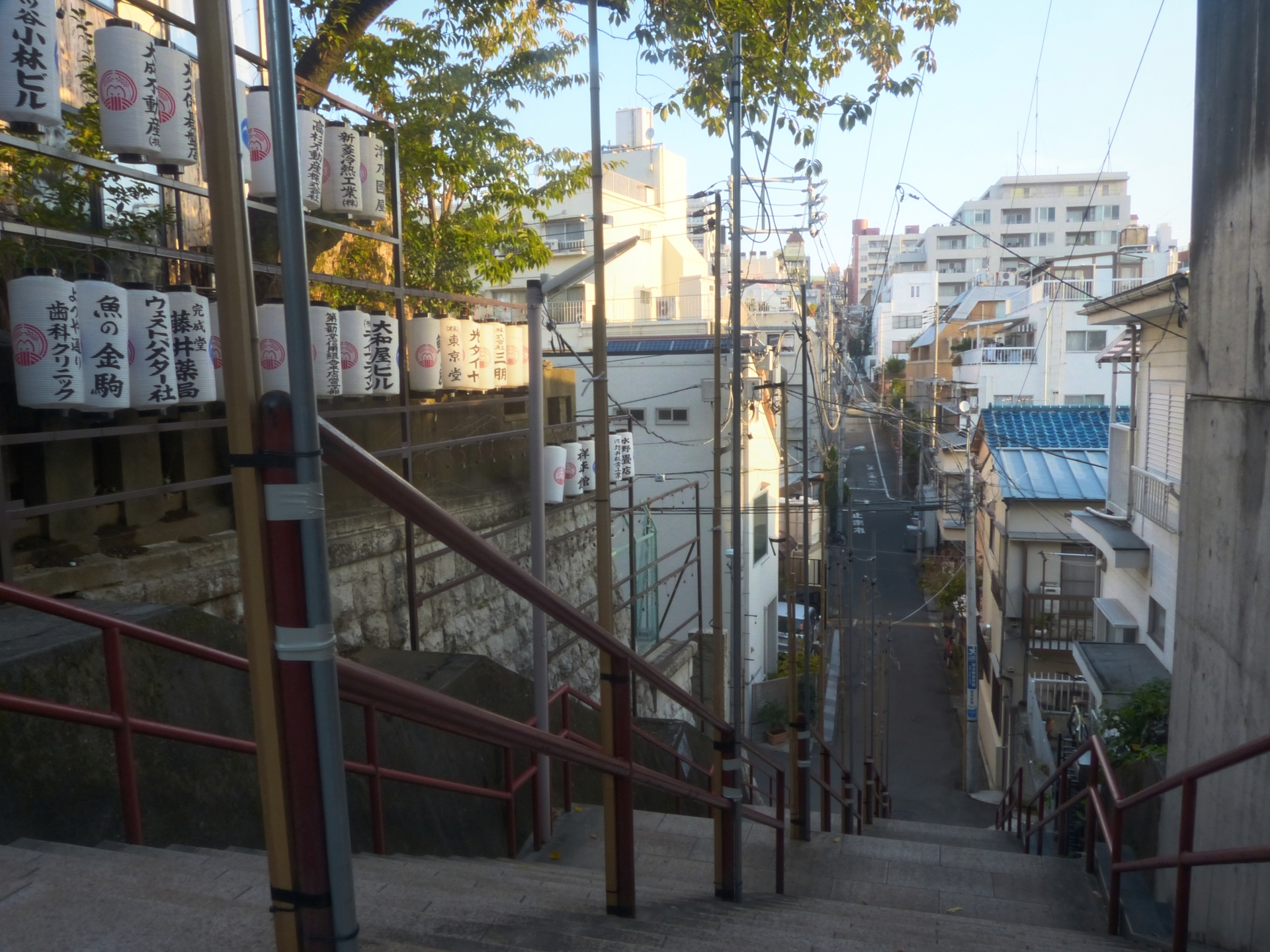
須賀神社石段

須賀神社（すがじんじゃ）は、東京都新宿区に鎮座する神社。旧社格は郷社。四谷十八ヵ町の総鎮守。神紋は「抱き稲に左三つ巴」。

## 概要
東京都新宿区須賀町に鎮座する神社で、江戸時代には四谷総鎮守の天王様として信仰を集めた。主祭神は須佐之男命（須賀大神）、宇迦能御魂命（稲荷大神）。主祭神の左右には五男神（天忍穂耳命、天穂日命、天津彦根命、熊野樟日命、活津彦根命）、宗像三女神（多紀理姫命、市杵島姫命、多岐都姫命）が祀られている。
須賀神社の始まりは寛永11年（1634年）、赤坂一ツ木村（一ツ木）の清水谷にあった稲荷神社を江戸城外堀普請のため四谷に遷座したことであるとされる。別当寺は稲荷山福田寺宝蔵院。寛永14年（1637年）、日本橋大伝馬町の鎮守として神田明神摂社（天王二ノ宮）に祀られていた牛頭天王を合祀したことにより江戸時代には「稲荷山宝蔵院天王社」「稲荷天王合社」「四谷牛頭天王社」と称されていた。『江戸名所図会』『御府内備考続編』に拠れば主祭神（牛頭天王および稲荷大明神）の本地仏として薬師如来像および十一面観音像が安置され、境内には不動明王（宝蔵院本尊）、春日明神、八幡神、金毘羅権現、秋葉権現、妙義権現、愛宕権現、石尊権現、庚申、天神、山神、水神、歳徳神、疱瘡神などが祀られた堂宇や社祠が存在していたことが確認できる。また、墓蹟研究家の磯ヶ谷紫江に拠れば、榧寺の銅造観音菩薩坐像や江島神社の青銅鳥居などを手掛けた鋳物師、粉川市正作の銅燈籠があり、かつては祭礼の際に「祇園牛頭天王」と書かれた「五段の幟」と呼ばれる長さ五反ほどの大幟を立てることが名物になっていたという。
明治元年（1868年）の神仏分離により宝蔵院は廃寺となり、社号を改めたが、現在でも天王坂（東福院坂）、御仮屋横町（仮社殿が存在したことによる）、天王横丁など近隣の地名から往時の信仰を偲ぶことができる。須賀神社には、新宿区指定有形文化財（絵画）に指定されている三十六歌仙絵がある。この絵は天保7年（1836年）に大岡雲峰の絵と千種有功の書により製作、奉納された。

## 相殿
- 大鳥神社（祭神：日本武命、天日鷲大神、大鳥連祖大神）
- 大国社（祭神：大国主命）

## 摂社
- 天白稲荷神社（祭神：倉稲魂大命、相殿：天照大神、応神天皇、神功皇后、大山祇神、猿田彦神、大物主神、等17柱）

## 祭事
- 1月1日 - 元旦祭
- 2月3日 - 節分祭
- 4月 - 稲荷祭
- 6月 - 例大祭
- 6月30日 - 夏越しの大祓
- 8月 - 大黒神大祭
- 11月15日 - 七五三祝祭
- 11月（酉の日） - 大鳥神社大祭（酉の市）
- 12月31日 - 年越しの大祓

## 氏子地域
新宿区愛住町
新宿区荒木町
新宿区片町
新宿区左門町
新宿区信濃町
新宿区須賀町
新宿区舟町
新宿区南元町
新宿区四谷一丁目～四丁目
新宿区四谷坂町
新宿区四谷三栄町
新宿区四谷本塩町
新宿区若葉一丁目～三丁目

## 交通
- 東京メトロ丸ノ内線四谷三丁目駅3番出口より徒歩6分（経路案内）。
- JR・地下鉄四ツ谷駅より徒歩12分（経路案内）。